# Miwa Yonetsu
Miwa Yonetsu (jap. 米津 美和, Yonetsu Miwa; * 4. Dezember 1979 in Präfektur Osaka) ist eine ehemalige japanische Fußballspielerin.

## Karriere

### Verein
Yonetsu spielte in der Jugend für die Himeji Gakuin Women’s Junior College. Sie begann ihre Karriere bei INAC Kōbe Leonessa, wo sie von 2004 bis 2011 spielte. Sie trug 2011 zum Gewinn der Nihon Joshi Soccer League bei. 2011 beendete sie Spielerkarriere.

### Nationalmannschaft
Yonetsu absolvierte ihr erstes Länderspiel für die japanischen Nationalmannschaft am 29. Juli 2009 gegen Deutschland. Insgesamt bestritt sie zwei Länderspiele für Japan.

## Erfolge
- Nihon Joshi Soccer League: 2011